# Barbus amatolicus
Barbus amatolicus är en fiskart som beskrevs av Skelton, 1990. Barbus amatolicus ingår i släktet Barbus och familjen karpfiskar. IUCN kategoriserar arten globalt som sårbar. Inga underarter finns listade.